# Церковь Петра и Павла при госпитале на Сампсониевском
Церковь апп. Петра и Павла при военном госпитале на Б. Сампсониевском пр. в Петербурге — храм из числа домовых храмов военного ведомства. Впервые открыт по месту нахождения госпиталя 30 (19) октября 1755 года, переосвящался 30 (18) августа 1818 года и 15 (3) января 1865 года, закрыт в 1922 году с передачей помещений владельцу всего здания — Военно-медицинской академии.
В 2015 году помещение храма передано верующим. В храме возобновились богослужения, ведутся восстановительные работы.

## История
Современная история институциональной отечественной военной медицины отсчитывается с первых лет строительства Санкт-Петербурга, когда по указу императора Петра I на Выборгской стороне были заложены для оказания медицинской помощи «служивым людям»: в 1715 году — Адмиралтейский госпиталь, и в 1717 году (энциклопедия Санкт-Петербурга указывает 1719 год) — Сухопутный госпиталь. К ним в 1718 году добавляется и Адмиралтейский госпиталь в Кронштадте. При каждом из этих госпиталей создаются домовые храмы, окормляющие духовные потребности пациентов и персонала лечебных заведений, а также, при необходимости, осуществляющие отпевание тех, помочь кому врачи оказались бессильны.
Для Морского и Сухопутного госпиталей, разместившихся «в мазанках» на Выборгской стороне, в 1724—1726 годах Д. Трезини возвёл на берегу Невы двухэтажные каменные корпуса, длиной приблизельно по 300 м каждый. По замыслу архитектора, между этими корпусами должна была встать церковь «о двух колокольнях». Её заложили 29 (18) октября 1734 года, полагая освятить во имя Исцеления расслабленного, но сам Трезини умер за несколько месяцев до этого (19 февраля (2 марта) 1734 года), и постройку возложили на русского архитектора М. Г. Земцова.
Через 5 лет, к 1739 году здание уже доведели до архитрава, но предусмотренные сметой 15 тыс. рублей были исчерпаны, и работы остановились. Получить новые ассигнования на церковь во времена бироновщины было непросто. В следующем году был арестован, и 27 июня (8 июля) 1740 года казнён
главный архитектор Комиссии о Санкт-Петербургском строении, П. М. Еропкин; через 4 месяца, 28 (17) октября 1740 года, отошла в мир иной и сама императрица Анна Иоанновна. Лишь семь лет спустя, при Елизавете Петровне вернулись к незавершённому объекту. Работавшему ещё вместе с Земцовым архитектору П. А. Трезини поручают удешевить и переделать первоначальный проект, сделав пятиглавое завершение и входы с улицы, а также… переориентировав алтарь на восток — каноническое требование православия к ориентации храмов по сторонам света в Петербурге выполнялось не всегда.
Однако из-за отсутствия денег и этот проект осуществить не удалось, и вплоть до конца XVIII века церковь при госпиталях стояла недостроенной. 5 января 1762 (25 декабря 1761) года умерла и императрица Елизавета. И лишь через 9 лет, в 1771 году Екатерина II приняла окончательное решение вообще отказаться от прежнего замысла. Позже недостроенное церковное помещение приспособили под аудитории.
Тем временем Сухопутный госпиталь не был лишён храма вообще: — с 1722 года там действовал «полковой в мазанках храм». В уже готовом к 1726 году каменном корпусе водворили конфискованную у барона П. П. Шафирова домовую церковь, которую он освятил во имя апп. Петра и Павла — она не только окормляла госпиталь на протяжении трёх десятилетий, но и передала своё имя церквям, освящавшимся при госпитале в последующие времена.
Постройку нового Морского госпиталя начали в 1750 году. Спустя 5 лет корпус, протянувшийся вдоль будущего Сампсониевского проспекта, был готов, и 30 (19) октября 1755 года в одном из помещений второго этажа в нём был освящён домовой храм. Иконостас, использовавшийся в прежнем лазарете, вернули в домовую церковь Спаса Нерукотворного образа кн. Н. Ю. Трубецкого, и поставили взамен его новый.
Вторично эту церковь после капитального ремонта и переоформления самолично освятил 30 (18) августа 1818 года первенствующий член Святейшего Правительствующего Синода митрополит Михаил, незадолго до этого (7 апреля (26 марта) 1818 года) возглавивший Санкт-Петербургскую кафедру в сане митрополита.
В 1838 году Морской (позже Адмиралтейский имп. Петра Великого) госпиталь перевели с Б. Сампсониевского пр. на Фонтанку, где была вновь создана домовая церковь во имя блгв. кн. Александра Невского. Храм же госпиталя на Сампсониевском (отныне Сухопутного госпиталя) перешёл под управление клира домовой церкви Военно-медицинской академии (церковь Смоленской иконы Божией Матери).
В 1863—1869 годах весь «петровский комплекс» был капитально перестроен по проекту военного инженера Г. С. Войницкого. Госпитальную церковь он сделал двусветной; она получила новый иконостас, в связи с чем вновь была освящена 15 (3) января 1865 года.
При госпитале по проекту П. И. Балинского была выстроена в русско-византийском стиле каменная часовня для отпеваний, лепку в которой исполнил Д. И. Иенсен.
В числе реликвий церкви был вклад Екатерины II: двусторонняя икона с мощами прп. Сергия Радонежского и четыре серебряные лампады. Престол украшала серебряная одежда, сделанная в начале XVIII века.
Последним перед революцией священником был прот. В. К. Воскресенский. При нём в 1922 храм закрыли; сейчас в этом помещении находится клуб Военно-медицинской академии.
30 октября 2015 года, после благодарственного молебена по случаю 260-летия освящения первого храма академии в честь апостолов Петра и Павла, сообщено о решении командования предоставить помещение бывшего храма апостолов Петра и Павла для совершения богослужений.
С 5 февраля 2016 года настоятелем храма является иеромонах Виталий (Морозов), руководитель духовно-просветительского центра святого праведного Лазаря.